# Wilhelm Ludwig Gottlob von Eberstein

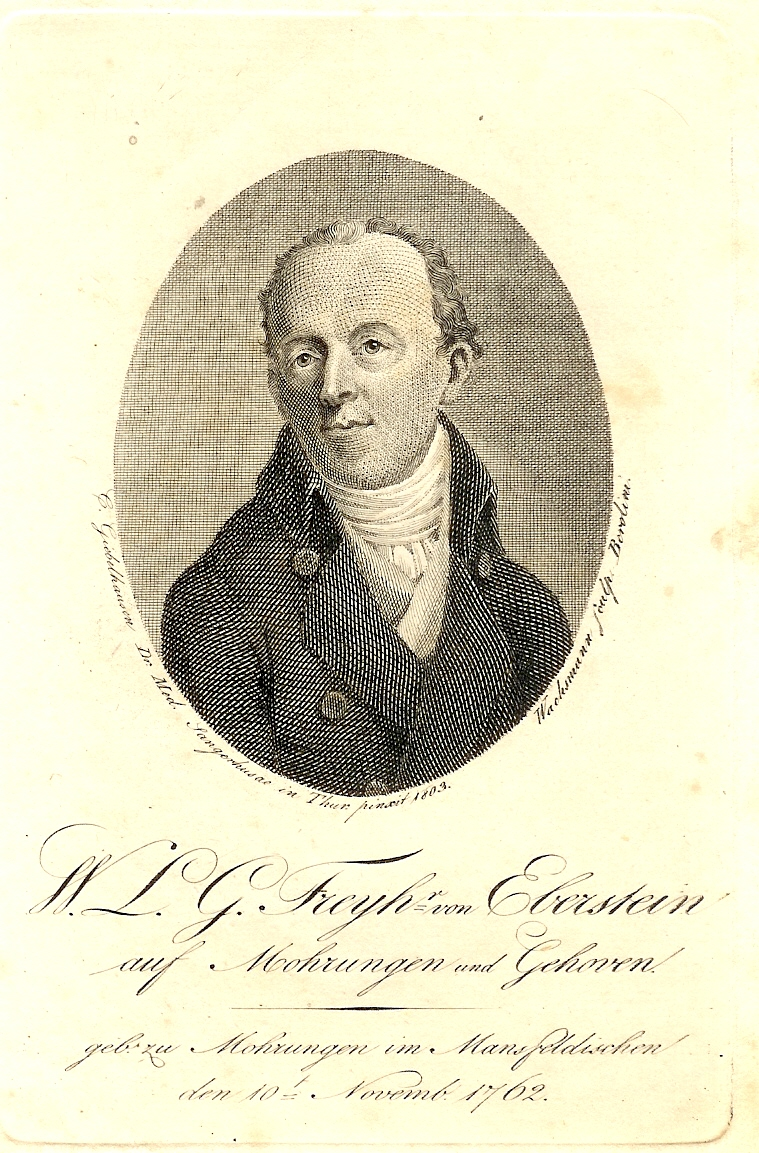
Wilhelm Ludwig Gottlob von Eberstein Kupfer von Wachsmann nach C. Giebelhausen

Wilhelm Ludwig Gottlob Freiherr von Eberstein (* 10. November 1762 in Morungen; † 4. Februar 1805 ebenda) war ein deutscher Schriftsteller und Philosoph.

## Herkunft
Seine Eltern waren Friedrich Ludwig Wilhelm von Eberstein (* 21. Juli 1736; † 24. Dezember 1800) und dessen Ehefrau Frederike Karoline Eleonore von Bültzingslöwen († 2. Dezember 1813).

## Leben
Wilhelm Ludwig Gottlob Freiherr von Eberstein wurde am 10. November 1762 auf dem Familiengut Morungen bei Sangerhausen geboren.  Ein der Familie gehörendes Kupferbergwerk erweckte in von Eberstein zunächst ein Interesse an der Geologie, das durch ein Studium der Bergbaukunde in Freiberg erweitert wurde. Praktische Kenntnisse vermittelte ein Onkel, der das Amt eines Ober-Berghauptmanns in Trebra innehatte. Aufgrund einer schwächlichen Konstitution zog sich von Eberstein bald auf das Familiengut Mohrungen bei Sangerhausen zurück und beschäftigte sich ausschließlich mit der Philosophie. In seinen philosophischen Schriften orientierte er sich an Johann August Eberhard. Sein Hauptwerk war die "Versuch einer Logik der Geschichte und Metaphysik der deutschen bis auf die gegenwärtige Zeit" die von Johann August Eberhard 1794 bis 1799 in zwei Teilen herausgegeben wurde. Am 30. November 1800 ehelichte Wilhelm Ludwig Gottlob von Eberstein auf dem Schloss Schkopau bei Merseburg Sophie Friederike Charlotte Louise von Trotha († 1821), die Tochter von Friedrich Gottlob von Trotha auf Schkopau. Am 4. Februar 1805 verstarb von Eberstein auf dem Familiengut Mohrungen bei Sangerhausen.

## Werke (Auswahl)
- Versuch einer Geschichte der Logik und Metaphysik bey Den deutschen bis auf die gegenwärtige Zeit,  herausgegeben von Johann August Eberhard, Halle, 2. Bände, 1794 und 1799, Reprint bei Olms 1985; Digitalisat
- Epistulae nonnullorum Germaniae parochorum ad Germanos Kantianae philosophiae propagatores et asseclas: Seu quam sit urgens Kantianam philosophiam procul a Germaniae finibus exterminandi necessitas, Frankfurt, 1799, 155 S.;
- Über meine Parteilichkeit, vorzüglich einen Widerspruch des Herren Kant betreffend, Leipzig, Ruff, 1800;
- Beschaffenheit der Logik und Methaphysik bei den reinen Peripatetikern, Halle, Hemmerde und Schwetschke, 1800, 152 S.
- Die natürliche Theologie der Scholastiker, Leipzig, Feind, 1803, 290 S.;